# Licenza di pilota
La licenza di pilota, nota anche come licenza di volo o brevetto di volo, è un documento richiesto da un'autorità statale, per poter pilotare un aeromobile. 
Alcuni brevetti specifici sono riconosciuti anche a livello internazionale.
In Italia è competente l'Ente nazionale per l'aviazione civile (ENAC).
Non è invece una licenza di pilota l'Attestato per il Volo da Diporto o Sportivo (VDS), che abilita al pilotaggio degli ultraleggeri, e che viene rilasciato dopo opportuni corsi ed esami presso le Scuole certificate dall'Aeroclub d'Italia. Il conseguimento dell'Attestato VDS è obbligatorio per legge per poter pilotare gli ultraleggeri.

## Airline Transport Pilot License (ATPL) / Licenza di Pilota di Linea
La Airline Transport Pilot License (ATPL), ossia la Licenza di Pilota di Linea, è la certificazione necessaria per pilotare:
- aerei di linea.

Per arrivare ad avere una Licenza ATPL bisogna prima ottenere diverse altre licenze ed abilitazioni:
- Licenza di Pilota Commerciale (CPL): è la licenza per pilotare aerei di piccole-medie dimensioni, che richiedono comunque 1 solo pilota, oppure su aerei di 2 piloti in funzione di copilota.
- Licenza di Pilota Privato (PPL): è la licenza per pilotare aerei che necessitano generalmente di 1 solo pilota. Il PPL non è a scopo di lucro.
- Multi Engine Piston (MEP): è l'abilitazione per pilotare aerei plurimotore a pistoni.
- Single Engine Piston (SEP): è l'abilitazione per pilotare aerei monomotore a pistoni.

## Brevetto di Volo
Il Brevetto di Volo è la certificazione necessaria per pilotare (come comandante pilota o come copilota):
- aerei militari;
- elicotteri militari.

## Commercial Pilot Licence (CPL) / Licenza di Pilota Commerciale
La Commercial Pilot Licence (CPL), ossia la Licenza di Pilota Commerciale, è la certificazione necessaria per pilotare (come comandante pilota o come copilota), a scopo di lucro:
- aerei civili di piccole-medie dimensioni, che richiedono comunque 1 solo pilota, oppure su aerei di 2 piloti in funzione di copilota.

## Private Pilot Licence (PPL) / Licenza di Pilota Privato
La Private Pilot Licence (PPL), ossia la Licenza di Pilota Privato, è la certificazione necessaria per pilotare, senza scopo di lucro:
- aeromobili (PPL-A), con un MTOW (peso massimo al decollo) di 5.750 kg;
- elicotteri (PPL-H), con un MTOW (peso massimo al decollo) di 5.750 kg.

## Light Aircraft Pilot Licence (LAPL) / Licenza di Pilota per Aeromobili Leggeri
La Light Aircraft Pilot Licence (LAPL), ossia la Licenza di Pilota per Aeromobili Leggeri, è la certificazione necessaria per pilotare, anche a scopo di lucro:
- aerei (LAPL-A), con un MTOW (peso massimo al decollo) di 2.000 Kg e di trasportare al massimo 3 passeggeri (4 persone compreso il pilota).

## Attestato Volo da Diporto o Sportivo (VDS)
L'Attestato Volo da Diporto o Sportivo (VDS), in versione Avanzato (VDS-A) ed in versione Basico (VDS-B o VDS), è la certificazione necessaria per pilotare, senza scopo di lucro:
- velivoli ultraleggeri (ULM)
  - aerei;
  - motoalianti;
  - elicotteri;
  - autogiri;
  - deltaplani a motore;
  - paramotori (parapendio con imbrago, dotato di motore);
  - pendolari (dotati di comandi su 2 assi, con lo spostamento del peso);
  - tre assi (dotati di comandi su 3 assi spaziali: rollio, beccheggio ed imbardata)

## Sailplane Flight Crew Licensing (SFCL) / Brevetto di Volo a Vela
Il Sailplane Flight Crew Licensing (SFCL), ossia il Brevetto di Volo a Vela/Licenza per l'Equipaggio del Volo ad Aliante, è la certificazione necessaria per pilotare :
- alianti.

Si classificano in:
- Brevetto con Insegna C d'Oro con 3 Diamanti
- Brevetto con Insegna C d'Oro con 2 Diamanti
- Brevetto con Insegna C d'Oro con 1 Diamante
- Brevetto con Insegna C d'Oro
- Brevetto con Insegna C d'Argento

| Distintivi Fédération Aéronautique Internationale (FAI) | Brevetto con Insegna C d'Oro con 3 Diamanti | Brevetto con Insegna C d'Oro con 2 Diamanti | Brevetto con Insegna C d'Oro con 1 Diamanti | Brevetto con Insegna C d'Oro | Brevetto con Insegna C d'Argento |
| ------------------------------------------------------- | ------------------------------------------- | ------------------------------------------- | ------------------------------------------- | ---------------------------- | -------------------------------- |
| Durata del volo                                         | -                                           | -                                           | -                                           | 5 h                          | 5 h                              |
| Incremento d'altitudine raggiunta dalla partenza        | 5.000 m                                     | 5.000 m                                     | 5.000 m                                     | 3.000 m                      | 1.000 m                          |
| Distanza coperta verso obiettivi prefissati             | 300 km                                      | 300 km                                      | 300 km                                      | 300 km                       | 50 km                            |
| Distanza coperta senza obiettivi prefissati             | 500 km                                      | 500 km                                      | 500 km                                      | 500 km                       | -                                |

Questi risultati sono solitamente, ma non invariabilmente, raggiunti in voli separati.
I requisiti, se raggiunti, per i Brevetti con "Diamanti" danno in ottenimento, ognuno 1 "Diamante".

## Student Pilot Certificate (SPC)
L'Student Pilot Certificate (SPC), ossia l'Attestato di Allievo Pilota, è la certificazione rilasciata ad un pilota in addestramento dall'Ente Nazionale per l'Aviazione Civile (ENAC) (per quanto riguarda l'Italia) secondo normative nazionali dall'Organizzazione Internazionale dell'Aviazione Civile (ICAO, International Civil Aviation Organization) secondo gli standard internazionali, ed è un pre-requisito per poter volare come solo-pilota (solista) o pilota responsabile in voli di addestramento autorizzati dal proprio istruttore di volo o dal direttore della scuola di volo.

## Caratteristiche
| CARATTERISTICHE | PPL           | LAPL         | VDS-A        | VDS          |
| --- | ------------- | ------------ | ------------ | ------------ |
| Costo medio | ≈ € 10.000    | ≈ € 7.000    | ≈ € 10.000   | ≈ € 3.500    |
| Tempo necessario per l'ottenimento | Circa 10 mesi | Circa 8 mesi | Circa 2 anni | Circa 6 mesi |
| Ore di volo per la pratica del corso | 46            | 30           | 46           | 16           |
| Ore d'aula per la teoria del corso | 100           | 100          | 8            | 30           |
| Ore necessarie per il mantenimento | 12            | 12           | 0            | 0            |
| Licenza Agenzia Europea per la Sicurezza Aerea (EASA, European Union Aviation Safety Agency)                                              |               |              |              |              |
| È requisito per le licenze commerciali |               |              |              |              |
| Possibilità di ottenere l'Abilitazione al Volo Strumentale su Plurimotori (CR-IR-MEP, Class Rating Instrument Rating Multi-Engine Piston) |               |              |              |              |
| Possibilità di volare con aerei di Aviazione Generale                                                                                     |               |              |              |              |
| Possibilità di volare con aerei ultraleggeri (MTOW (peso massimo al decollo) <472,5 Kg)                                                   |               |              |              |              |
| Possibilità di volare in spazi aerei controllati                                                                                          |               |              |              |              |
| Possibilità di effettuare VFR Notturno (dopo aver conseguito la relativa abilitazione)                                                    |               |              |              |              |
| Possibilità di trasportare più di 1 passeggero                                                                                            |               | [ 6 ]        |              |              |
| Possibilità di trasportare 1 passeggero                                                                                                   |               | [ 7 ]        |              | [ 8 ]        |
| Possibilità di atterrare in aeroporti |               |              |              |              |
| Possibilità di atterrare in aviosuperfici                                                                                                 |               |              |              |              |
| Possibilità di atterrare in campi volo |               |              |              |              |